# Ferran de Mallorca (vescomte d'Omelàs)
Ferran de Mallorca (1316-1342) Baró d'Omelàs i Senyor del Vernet, territoris del Regne de Mallorca, era fill pòstum de Ferran de Mallorca i d'Isabel d'Ibelin.
El Rei Sanç de Mallorca, el seu oncle, disposà que fos hereu del seu germanastre Jaume III, si aquest moria sense descendència.
A l'entorn de 1338 s'instal·là a Xipre i es casà amb la princesa Esquiva, filla del rei Hug IV de Xipre amb qui va tenir una filla, Alícia de Mallorca, que es casà amb Felip d'Ibelin, Senyor d'Arraf.